# Archipel Crozet
Pour les articles homonymes, voir Crozet.
L'archipel Crozet,, également appelé archipel de Crozet, archipel des Crozet ou encore îles Crozet, forme un archipel du sud-ouest de l’océan Indien intégralement situé sur la plaque antarctique. Il constitue l'un des cinq districts des Terres australes et antarctiques françaises (TAAF) et ne compte aucun habitant permanent.

## Géographie

Carte topographique détaillée de l'archipel.

L'archipel Crozet est situé entre les latitudes 45° 55’ et 46° 50’ sud et les longitudes 50° 33’ et 52° 58’ est, dans l’océan Indien, entre Madagascar située à environ 2 500 km plus au nord-nord-est et l’Antarctique (terre d'Enderby) situé à  environ 2 155 km au sud. L'archipel des Kerguelen se trouve à environ 1 300 km à l'est-sud-est de Crozet.
L'archipel (352 km2) est composé de cinq îles volcaniques. La plus élevée, l'île de l'Est, culmine à 1 050 m. Le climat est typique de la zone subantarctique, particulièrement venteux (les vents dépassent les 100 km/h cent jours par an) et pluvieux, avec une température moyenne de 5 °C.
L'archipel est divisé en deux groupes distants d’environ 110 km. Le groupe occidental comprend l'île aux Cochons, la plus grande île du groupe et deux plus petites, les îlots des Apôtres et l'île des Pingouins. Ce groupe fut appelé îles Froides par Marion-Dufresne qui les découvrit en 1772. Le groupe oriental comprend l'île de la Possession et l'île de l'Est de taille équivalente.
L'ensemble de l'archipel est inhabité, à l'exception d'une base scientifique, la base Alfred-Faure, sur l'île de la Possession.
| Île ou groupe         | Superficie (km2) | Point culminant (m)         | Coordonnées                       |
| --------------------- | ---------------- | --------------------------- | --------------------------------- |
| Groupe occidental     |                  |                             |                                   |
| Île aux Cochons       | 67               | Mont Richard-Foy (853)      | 46° 06′ S, 50° 14′ E              |
| Île des Pingouins     | 3                | Mont des Manchots (340)     | 46° 25′ 09″ S, 50° 24′ 26″ E      |
| Îlots des Apôtres (1) | 2                | Mont Pierre (292)           | 45° 57′ 08″ S, 50° 26′ 07″ E      |
| Groupe oriental       |                  |                             |                                   |
| Île de la Possession  | 150              | Pic du Mascarin (934)       | 46° 24′ S, 51° 46′ E              |
| Île de l'Est          | 130              | Mont Marion-Dufresne (1050) | 46° 26′ S, 52° 18′ E              |
| Archipel Crozet       | 352              | Mont Marion-Dufresne (1050) | 45°57' à 46°29'S 50°10' à 52°19'E |

(1) groupe de deux îles principales (Grande Île et Petite Île) et 20 roches de pinacle.

## Administration

Drapeau des TAAF.

L'archipel Crozet fait partie des Terres australes et antarctiques françaises (TAAF). Celles-ci sont placées sous l'autorité de l'administrateur supérieur qui exerce les fonctions de chef du territoire. Il jouit du rang de préfet.
L'archipel Crozet est un des cinq districts des TAAF. Un chef de district y est le représentant de l’administrateur supérieur des TAAF. Un des rôles des chefs de district dans les TAAF est de diriger les bases scientifiques australes et antarctique. À Crozet, ce rôle concerne la base Alfred-Faure.
De plus, l'archipel Crozet, comme les autres territoires d’outre-mer, est associé à l’Union européenne, en tant que Pays et territoire d'outre-mer (PTOM).
Enfin le budget du district est englobé dans le budget général des TAAF, qui représente actuellement 26 millions d'euros.

## Volcanologie générale de l'archipel Crozet
En ce qui concerne la structure, l'archipel repose sur un plateau sous-marin, formé par le point chaud de Crozet et localisé sur le flanc est de la dorsale sud-ouest indienne au niveau des anomalies magnétiques 30 et 31. Ce plateau, que matérialise l'isobathe des 2 000 mètres, est recouvert par des dépôts de sédiments bien stratifiés identifiés grâce aux anomalies magnétiques 29 au nord et 31-33 sur le banc de Crozet, ce qui conférerait au plateau un âge de 54 millions d'années environ.
Le groupe oriental est représenté — d'est en ouest — par l'île de l'Est, la plus ancienne, puis l'île de la Possession.
Le plateau occidental comprend le volcan de l'île aux Cochons, le plus récent, mais aussi au nord-est l'alignement des îlots des Apôtres et au sud-est l'île des Pingouins, qui sont les deux reliquats d'appareils probablement les plus anciens qui ont été démantelés dans leur quasi-totalité par l'érosion marine. Les îlots des Apôtres ont été datés entre 5,5 et 2,6 millions d'années, soit le Mio-Pliocène.
La volcanologie des trois volcans principaux (Est, Possession, Cochons) a été comparée tant sur le plan chronologique que sur celui de leur composition lavique. Trois cycles volcaniques principaux sont distingués.
- Le premier cycle correspondrait aux phases 1 et 2 du volcanisme. Il a été identifié dans le soubassement de l'île de l'Est et dans l'ouest de l'île de la Possession datée du Miocène (8,7 millions d'années). La phase 2, représentée par des épanchements variés de laves sub-aériennes, surmonte en discordance la phase 1 et s'est mise en place entre 5 et 2 millions d'années, soit durant le Pliocène.
- Le second cycle correspondrait aux phases 3 et 4 du volcanisme et est présent sur les trois îles. Ses épanchements de laves basaltiques et pyroclastites ont été évalués entre 1 et 0,5 million d'années, soit durant le Pléistocène.
- Le troisième cycle, ou phase 5, a produit les nombreux petits cônes scoriacés de l'île de la Possession et de l'île aux Cochons, ainsi que ceux, en nombre plus réduit, de l'île de l'Est. Leur âge est évalué entre 200 000 ans et nos jours.

## Climatologie
Les îles Crozet ne présentent en général pas de températures négatives. Les précipitations sont très abondantes (plus de 2 500 mm par an). Il pleut en moyenne 300 jours par an et, durant cent jours par an, les vents dépassent les 100 km/h. Au niveau de la mer, les températures peuvent atteindre 20 °C en été et descendent rarement en dessous de 0 °C en hiver.

## Histoire

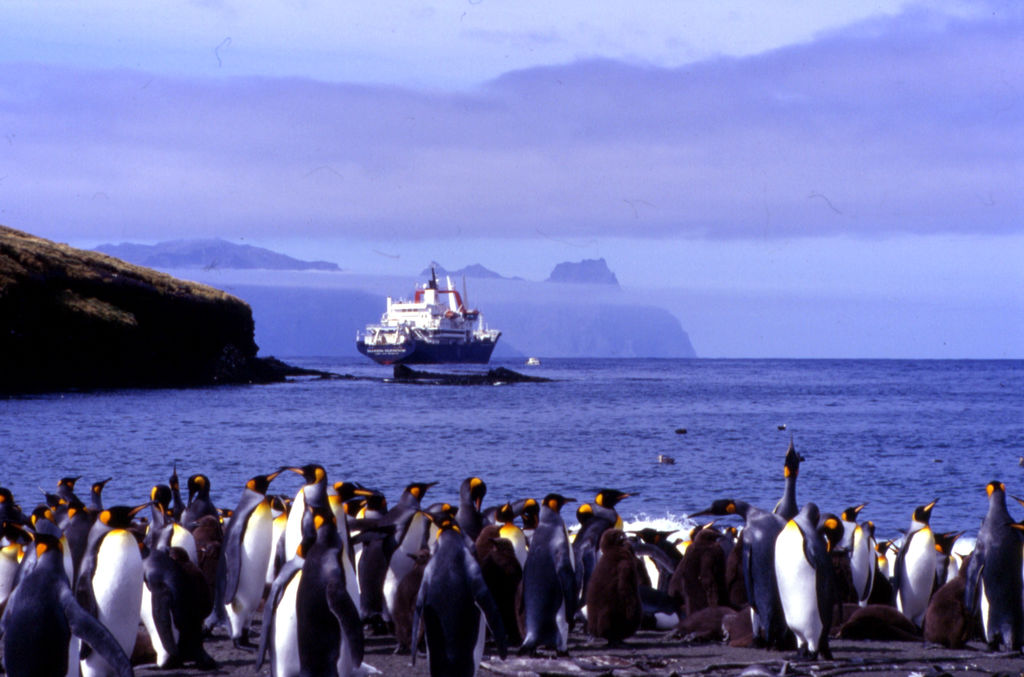
Le Marion Dufresne ; en arrière-plan l'île de l'Est.

### Découverte
Les îles Crozet furent découvertes par l’expédition de l’explorateur français Marc Joseph Marion du Fresne, qui fit débarquer son second Julien Crozet sur l’île de la Possession le 24 janvier 1772. Crozet prit alors possession de l’archipel au nom du royaume de France. Sans y naviguer, le capitaine britannique James Cook décida en 1776 de nommer l'ensemble de ces îles du nom de leurs deux découvreurs îles Marion et Crozet, mais seul le nom de Crozet a été conservé, celui de Marion étant finalement donné à l'île Marion, une des îles du Prince-Édouard.

### Visites et naufrage auXIXesiècle
Au début du XIXe siècle, les îles Crozet étaient souvent visitées par des chasseurs de phoques et d'otaries. Très recherchées pour leur fourrure, les otaries avaient pratiquement disparu des îles dès 1835. Après cette date, la chasse à la baleine et la chasse à l'éléphant de mer furent les principales activités menée sur et autour de l’archipel, particulièrement par les baleiniers du Massachusetts, aux États-Unis.
En novembre 1837, la corvette française Héroïne, en mission de protection des navires baleiniers français et commandée par Jean-Baptiste Cécille fit escale dans l'archipel.
Les naufrages étaient fréquents aux abords de l'archipel Crozet. Le chasseur de phoques britannique Princess of Wales coule en 1821 et les rescapés du naufrage passent deux ans sur les îles. En 1825, c'est le français Guillaume Lesquin qui connait le même sort sur l'Aventure.
En 1875 le Strathmore à destination de la Nouvelle-Zélande sombre sur les brisants des Apôtres. En 1887, le navire français Tamaris coule et son équipage se réfugie sur l’île aux Cochons. Ils attachent une note au cou d’un albatros ; la note est trouvée sept mois plus tard à Fremantle en Australie, mais les naufragés ne peuvent être sauvés. La fréquence des accidents maritimes autour des îles était telle que la Royal Navy y envoyait de temps en temps un navire (à intervalles de quelques années) pour récupérer d’éventuels survivants.

### Installation française
Après 1923 et l’affirmation de sa souveraineté, la France administre l'archipel Crozet comme une dépendance de Madagascar, mais il devient un district des Terres australes et antarctiques françaises en 1955. En 1938, l'archipel est classé réserve naturelle. En 1961, une première mission a lieu sur l'île de la Possession. En 1963, la base permanente est construite au-dessus du site de Port-Alfred, elle reçoit en 1969 le nom d'Alfred Faure, qui fut le chef de la première mission. Au gré des missions annuelles, la station est occupée par vingt-deux personnes l'hiver et jusqu'à plus de trente durant l'été austral. Les scientifiques y réalisent des recherches en météorologie, biologie, géologie, magnétisme terrestre et sismographie.
Une des onze stations hydroacoustiques du système de surveillance international de l’OTICE (Organisation du traité d'interdiction complète des essais nucléaires) est implantée sur l’archipel des Crozet. Il s'agit de la station HA04, installée en décembre 2016 et entrée en service standard après avoir été certifiée le 19 juin 2017.

## Milieu naturel
L'archipel Crozet est classé réserve naturelle depuis 1938. Cette protection a été renforcée en octobre 2006 par la création de la réserve naturelle nationale des Terres australes françaises, qui inclut également les espaces naturels des districts de l'archipel des Kerguelen et de Saint-Paul-et-Amsterdam. À l'archipel de Crozet, la nouvelle réserve naturelle nationale porte sur l'intégralité des espaces terrestres, ainsi que sur les eaux territoriales à l’exception de celles de l’Île de la Possession. Sur l'Île de l'Est, l'Île aux Cochons, l'Île des Pingouins, ainsi que sur les Îlots des Apôtres, la protection prend la forme d'une réserve intégrale, où seules les activités liées à la recherche scientifique et technique sont autorisées.
L’introduction d’espèces exotiques (des souris, des rats, puis des chats utilisés pour les chasser) a causé de graves dommages à l’écosystème originel, en raison notamment de la prédation exercée sur les œufs et les petites espèces de pétrels. Les cochons introduits jadis sur l’île aux Cochons et les chèvres amenées sur l’île de la Possession (à chaque fois comme source de nourriture) ont été éradiqués.
Parmi les problèmes actuels, le plus important est la pêche illégale de la légine australe par des armements non autorisés. Cette pêche menace la population de légines, mais également les populations de pétrels et d'albatros, victimes accidentelles des palangres, ainsi que la population d'orques parfois chassées à la dynamite,. Les eaux de l'archipel de Crozet sont régulièrement surveillées par deux navires de la marine française, la frégate Nivôse et le patrouilleur Astrolabe, parfois également par des navires de l'organisation Greenpeace.

### Flore
En raison de la nature du sol et du climat, la flore des îles Crozet est assez pauvre et peu diversifiée, on y trouve seulement 16 plantes à fleurs autochtones. À faible altitude, le terrain est recouvert d’un tapis végétal essentiellement composé d'acaena (Acaena magellanica), de coussins d'azorelle (Azorella selago) et de quelques graminées. Parmi les plantes autochtones, on peut aussi citer le chou de Kerguelen (Pringlea antiscorbutica), et les touffes de Poa cookii.
Les espèces végétales introduites sur l’île, volontairement ou non, comme le pissenlit ou la sagine, prolifèrent souvent au détriment des espèces locales.
Liste des plantes natives de l'archipel de Crozet : 
- Acaena magellanica (Rosaceae)
- Callitrice antarctica (Plantaginaceae)
- Galium antarcticum (Rubiaceae)
- Montia fontana (Portulacaceae)
- Ranuculus biternatus (Ranunculaceae)
- Azorella selago (Apiaceae)
- Colobanthus kerguelensis (Caryophyllaceae)
- Leptinella plumosa (Asteraceae)
- Crassula moschata (Crassulaceae)
- Limosella australis (Scrophulariaceae)
- Pringlea antiscorbutica (Brassicaceae)
- Deschampsia antarctica (Poaceae)
- Agrostis magellanica (Poaceae)
- Poa cookii (Poaceae)
- Juncus pusillus (Juncaceae)
- Juncus scheuchzeriodes (Juncaceae)
- Uncinia compacta (Cyperaceae)

Voir aussi l'article Flore des îles Kerguelen pour une comparaison avec les autres îles subantarctiques.

### Faune

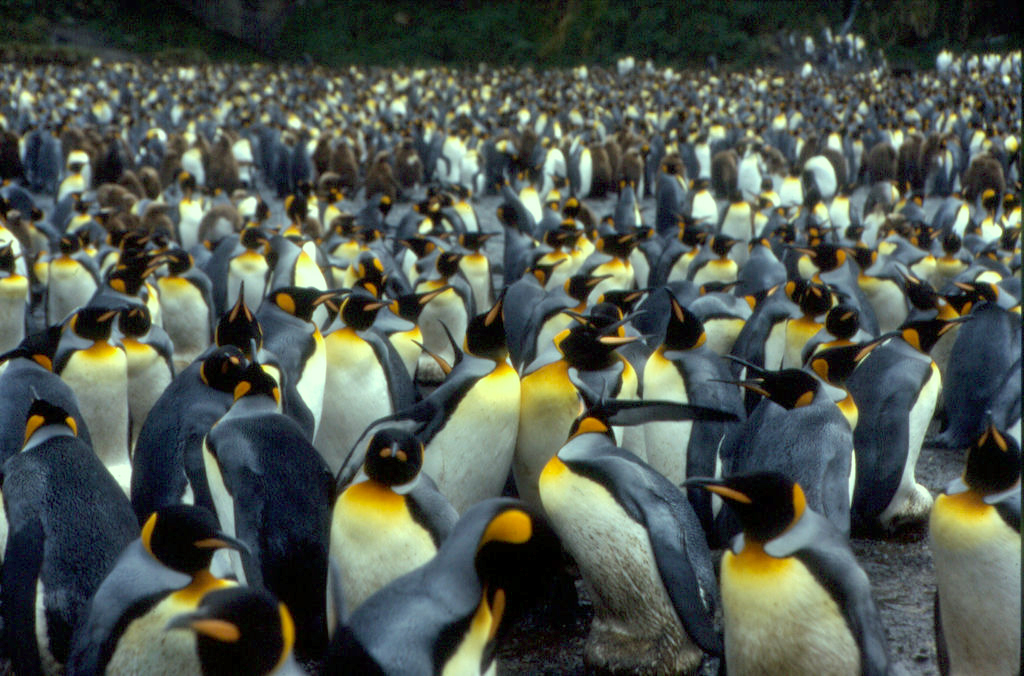
Manchots royaux sur une plage de l'archipel des Crozet.

L'archipel Crozet abrite notamment un grand nombre d'oiseaux et de mammifères marins. On y trouve aussi, selon les îles, un certain nombre d'espèces introduites (souris grise, rat, chat, lapin). Chez les insectes, on dénombre 11 espèces de diptères à Crozet, dont les fameuses espèces de mouches aptères (sans ailes).

#### Oiseaux marins
- quatre espèces de manchots : Gorfou doré (4 millions d’individus), Manchot royal (sous-espèce patagonicus), Gorfou sauteur, Manchot papou
- des albatros : Albatros hurleur, Albatros à tête grise, Albatros à sourcils noirs, Albatros à nez jaune de l'océan Indien, Albatros fuligineux, Albatros brun,
- des pétrels : Pétrel géant, Pétrel de Hall, Puffin à menton blanc, de petits pétrels
- d'autres espèces : Damier du Cap, prions, sternes, Goéland dominicain, labbes, Cormoran de Crozet

#### Autres oiseaux
- le Petit Chionis
- le Canard d'Eaton

#### Mammifères marins
- des pinnipèdes : otarie de Kerguelen, otarie d'Amsterdam, éléphant de mer
- des cétacés : orque

#### Invertébrés
- une seule espèce autochtone de mollusque : l'escargot terrestre Notodiscus hookeri

## Lieux et monuments
- La chapelle Notre-Dame-des-Oiseaux.

### Filmographie
- Murmures dans les rugissants, (2016) documentaire de 52 minute réalisé par Lauren Ransan sur l'histoire des îles subantarctiques, de leurs découvertes au XVIIIe siècle à l'installation des bases au XXe siècle[22].
- Marion Dufresne, navire des îles extrêmes (2017), documentaire de 110 minutes réalisé par Cécile Clocheret et François Picard. Narré par Daniel Picouly avec les illustrations d'Emmanuel Lepage. Prix de la meilleure image (Festival international du film de la mer d’Hendaye 2018) et Prix France 3 Nouvelle Aquitaine – Ville d’Hendaye (Festival international du film de la mer d’Hendaye 2018)[23].
- Orques de Crozet : David et les Goliaths [sic] (2006), court métrage documentaire sur le cinéaste animalier David Reichert, écrit par Bertrand Loyer et réalisé par Jean-François Barthod, produit par Saint Thomas Productions[24] (Prix de la nature et Prix du jury junior aux Jules Verne Awards 2006[25]).